# Skřítek højmose
Skřítek højmose (Skřítek betyder "alf", så området hedder altså "Alfemosen") er et nationalt Naturreservat på et areal af 166,65 ha, som ligger i nærheden af landsbyen Sobotín i distriktet Šumperk i det nordøstlige Tjekkiet. Området administreres af Agentura ochrany přírody a krajiny ČR (en specialiseret administration i Tjekkiet, som varetager naturpleje, særligt i beskyttede områder og fuglereservater). 
Området blev erklæret naturreservat i 1955. Årsagen til denne beskyttelse er, at man ønsker at beskytte højmoser af hængemosetypen med dens særprægede planter og dyr.

## Geologi
Geologisk falder dette område ind under Silesikum (bjergene i det nordøstlige Mähren). De blev dannet under den hercynske foldning i Kul- og Permtiden og var en del af de seneste 100 millioner års alpine foldning. Området er opdelt i en vestlig og en østlig hævning. Dette bjergområde er kendetegnet ved metamorfe sedimenter fra Devontiden med omdannet og almindelig skifer og ældre gnejser.

## Flora
På stedet findes først og fremmest mange moser med granbevoksninger, som er op til 160 år gamle. Desuden er der mange af Karpatisk Birk (Betula pubescens subsp. carpatica), og indplantede Bjerg-Fyr (Pinus mugo). Underskoven er domineret af tørvemos (Sphagnum spp.) og repræsentanter for slægten Star (Carex). 
Konkret kan man finde en Grå Star (Carex canescens), Almindelig Star (Carex nigra), Hirse-Star (Carex panicea) Næb-Star (Carex rostrata) og Tue-Kæruld (Eriophorum vaginatum). Desuden findes der Almindelig Blåtop (Molinia caerulea), Blå Sumpstjerne (Swertia perennis), Østrigsk Gemserod (Doronicum austriacum), en art af Stormhat (Aconitum callibotryon), en underart af Hvid Foldblad (Veratrum album subsp. lobelianum), Hjertebladet Fliglæbe (Listera cordata) og Ægbladet Fliglæbe (Listera ovata).
På tørveenge kan man finde Eng-Nellikerod (Geum rivale), en underart af Høgeskæg (Crepis mollis subsp. Hieracioides) og mange flere. 

## Fauna
Blandt de store, fredede arter, der forekommer i dette område, findes sort stork (Ciconia nigra), bjergsalamander (Triturus alpestris), skovfirben (Zootoca vivipara), skrubtudse (Bufo bufo) og perleugle (Aegolius funereus). Men stedet er også betydningsfuldt på grund af de hvirvelløse dyr især myreslægten (Formica) f.eks håret skovmyre (Formica lugubris). Yderligere forskning er foretaget i edderkopper (Araneida). I denne gruppe findes sjældne, nordlige arter som Latithorax faustus og Mengea warburtoni.

## Naturbeskyttelse
Det nationale naturreservat med dets mange, små beskyttede områder beskytter lav-voksesteder og artsdiversitet. Men denne naturtype med vådområder, moser, granskove og enge over højtliggende grundvand er frodig og meget velbevaret, og det skaber et tilflugtssted for mange sjældne arter af både planter og dyr. De oprindelige skove er langsomt begyndt at nedbrydes, og nogle steder har man plantet grantræer. Skovene er klassificeret som skove med særlige formål.
Naturreservatet ligger tæt på vej E 11, som danner dets vestlige grænse. Vandrestien langs den nordlige grænse er meget populær, og den er travlt besøgt hele året.